# Perkinsiella manilae
Perkinsiella manilae är en insektsart som beskrevs av Frederick Arthur Godfrey Muir 1917. Perkinsiella manilae ingår i släktet Perkinsiella och familjen sporrstritar. Inga underarter finns listade i Catalogue of Life.